# Жасмин (Кипр)
Движение «Жасмин» (греч. Κίνημα Γιασεμί, тур. Yasemin Hareketi) — левое политическое движение Кипра.

## История
Движение «Жасмин» было основано главным редактором газеты «Afrika» Шенером Левентом. В основном движение состоит из турок-киприотов, которые выступают против правительства Турции и турецкой оккупации Северного Кипра. Движение поддерживает объединение Кипра, но также не против федеративного устройства государства в случае, если оно предполагается как временный шаг к полному воссоединению Кипра, а не предпосылка к образованию двух отдельных государств.
Движение участвовало в выборах в Европейский парламент в 2019 году в областях, находящихся под контролем Республики Кипр, и получило 1,70 % голосов от общего числа избирателей и 23,57 % голосов турок-киприотов. Движение было поддержано организацией «Союз киприотов».